# Uhrenmanufaktur

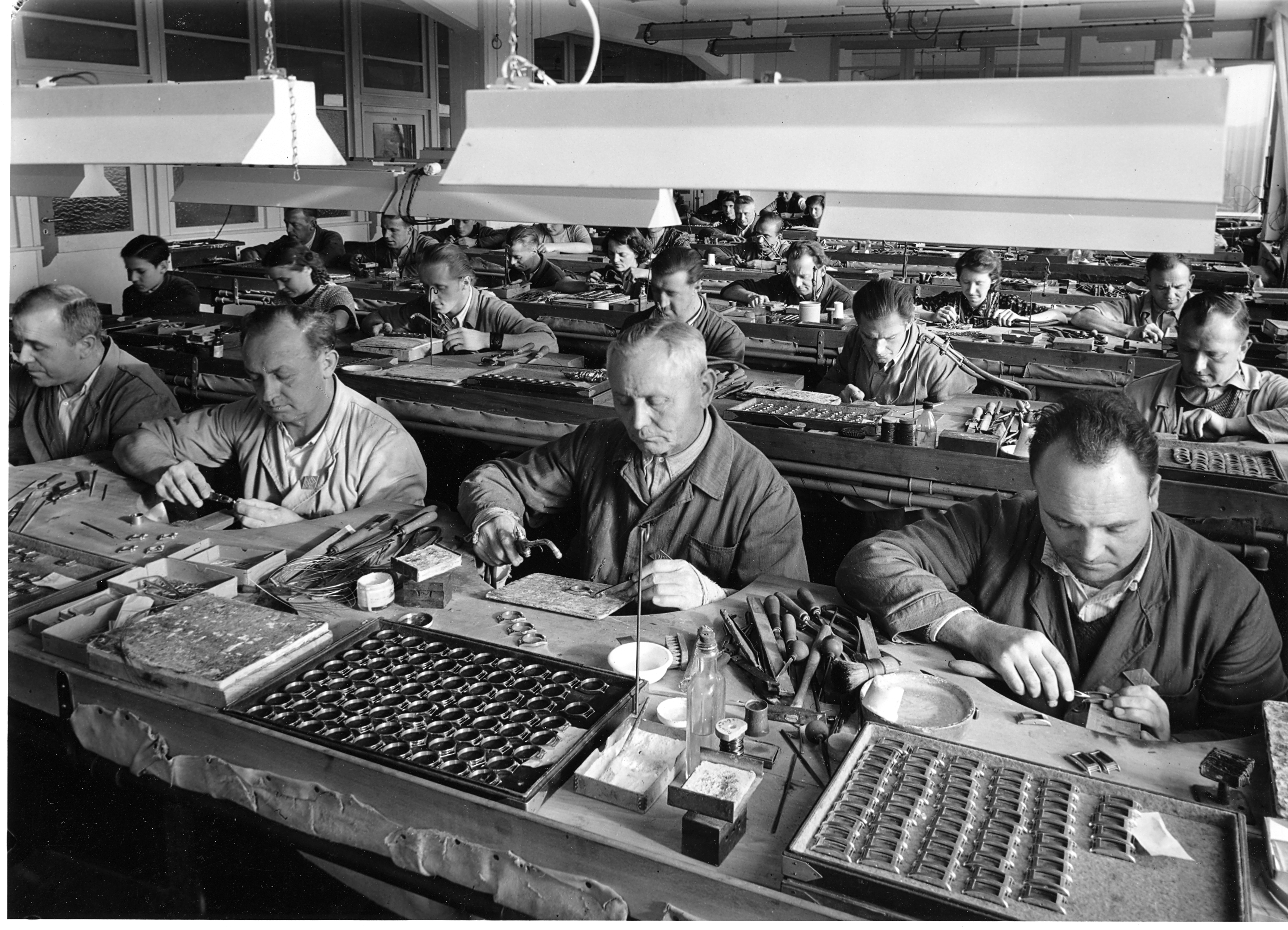
Arbeiten in der Laco Uhrenmanufaktur

Uhrenmanufaktur bezeichnet einen Betrieb, der alle nötigen Bestandteile für die Herstellung von sogenannten Kleinuhren (wie Taschenuhren, Ringuhren, Armbanduhren, Chronographen, Stoppuhren) oder Großuhren (Borduhren, Marinechronometer, Wecker, Tischuhren, Kartelluhren, Wanduhren, Turmuhren, Monumentaluhren) ab den Rohwerken selber entwirft, entwickelt und herstellt. Die sogenannten Etablissage- oder Fertigstellbetriebe beschränken sich auf den Zusammenbau und die Ausstattung der bei spezialisierten Lieferanten eingekauften Bestandteilen.

## Begriff
In den Anfängen der Genfer Uhrmacherei bezeichnete man Handwerksbetriebe, die sich mit der Herstellung der ganzen Uhr befassten, als „Manufactures d'horlogerie“. Unrichtigerweise übertrug sich diese Bezeichnung (die eigentlich explizit auf Handarbeit hinweist) auf moderne Uhrenfabriken, die ihre Rohwerke und Bestandteile selber herstellten und zur fertigen Uhr zusammensetzen. Der Begriff der „Manufacture d'horlogerie“ hat sich in der Fachsprache fest eingebürgert.

## Geschichte

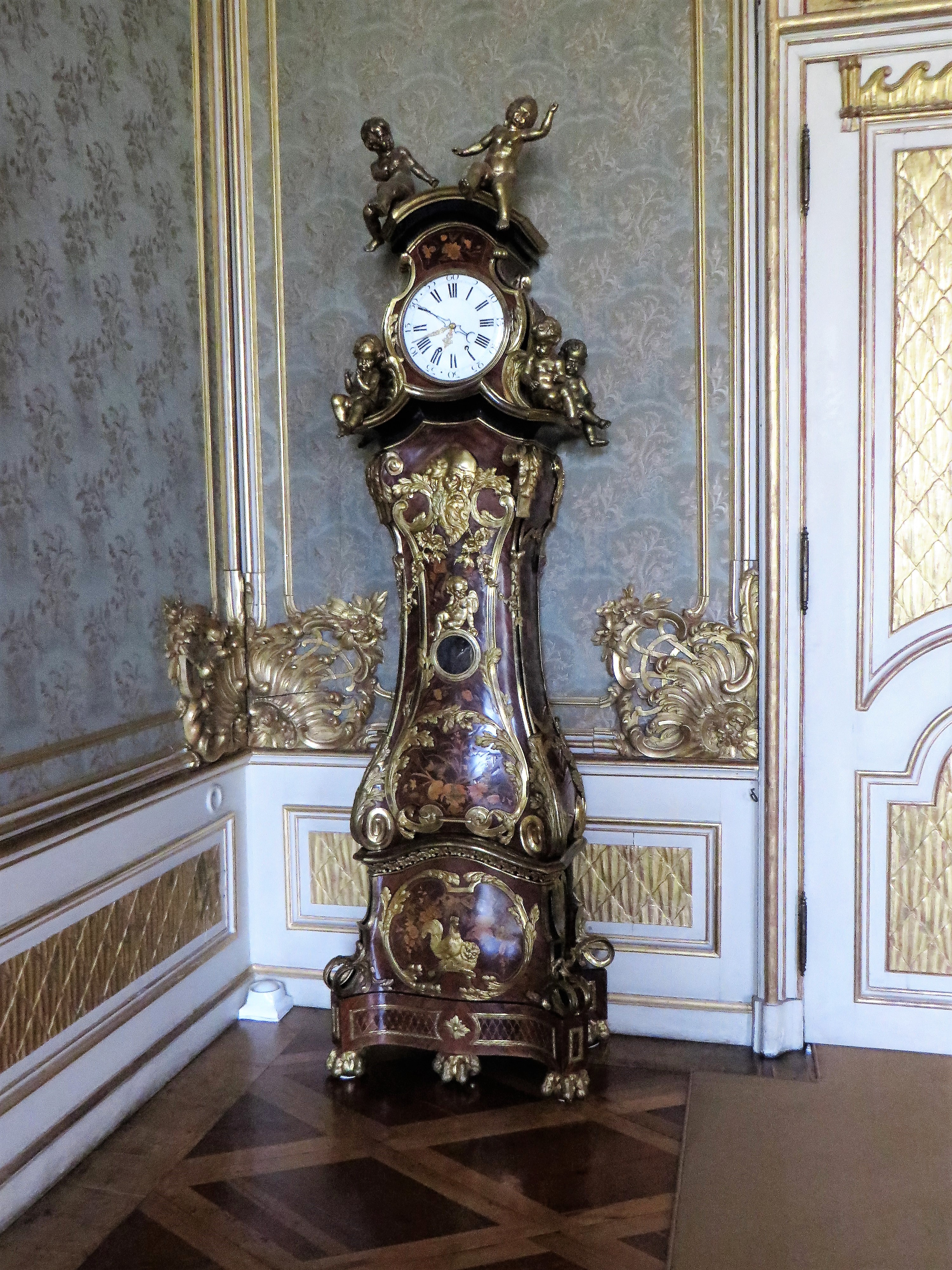
Bodenstanduhr im Neuen Palais

Augsburg erhielt im Jahre 1364 gleichzeitig mit Paris die ersten Turmuhren durch den deutschen Uhrmacher Heinrich von Wick.
Charles Cusin (* 1574, ✝︎ zwischen 1590 und 1611) gilt als der eigentliche Begründer der Horlogerie in Genf. Nach der Aufhebung des Ediktes von Nantes zogen Glaubensflüchtlinge, darunter Goldschmiede und Uhrmacher, aus Frankreich in die Schweiz nach Genf, wo sie ihr Handwerk zum Blühen brachten.
Im Jahre 1683 beginnt die Schwarzwälder Uhrenmanufaktur, wohl unter Rückgriff auf die weit entwickelte Technik im Holzhandwerk und möglicherweise unter Mitwirkung der Klosterbrüder. Die Schwarzwälder Uhrenmanufaktur wird anhand typischer Exponate wie Lackschilduhren belegt.
Gustav Klemm berichtete aus Dresden in seinen Briefen von 1865, dass Anfang der 1800er Jahre die Zeitmessung wichtiger wurde und jeder Bürger eine Taschenuhr bei sich tragen wollte; weiter schrieb er, „Uhrenmanufacturen“ gab es schon bald nach dem Siebenjähriger Krieg in der Schweiz. Bald gab es in jeder Mittelstadt einen oder mehrere Uhrmacher, die neue Uhren fertigten, oder Reparaturen durchführten.  In der Schweiz hatte man zwischen 1865 und 1908 mehrere Uhrenmacherschulen eröffnet und bis 1950 gab es weder Ingenieure noch andere Akademiker in den Uhrmacherbetrieben, man verließ sich nur auf die Facharbeiter. Das ab 1934 in der Schweiz zementierte Kartellsystem hielt drei Typen von Betrieben auseinander: Betriebe für die Einzelteileherstellung, Betriebe für die Fertigstellung von Uhren und Manufakturen, die beides machen dürfen.
Die Schweizer waren bald führend in der Uhrenindustrie, bis Ende des 18. Jahrhunderts zunehmend Konkurrenz aus Frankreich (in Besançon) aufkam, sowie Mitte des 19. Jahrhunderts die Etablierung bedeutender Uhrenmanufakturen mit vervollkommneten mechanischen Werkzeugen in Amerika (die Präzision und Ganggenauigkeit der Schweizer Uhren konnten die Amerikaner jedoch nicht erreichen, die auf teurer Handarbeit beruhte).
1765 bemühte sich Friedrich II. mit Erfolg um die Etablierung einer Uhrenmanufaktur in Berlin; er warb den Genfer Uhrmacher Abram Louis Huguenin (1733–1804) an und setzte ihn als Generalinspektor der Berliner Uhrenmacherei ein. Huguenin engagierte etwa dreißig Arbeiter, von denen zwanzig dann im Frühjahr des Jahres 1766 in Berlin eintrafen. dann entgegen den ihnen gemachten Versprechungen schlecht untergebracht und gering bezahlt wurden, sodass einige trotz der gegen sie gerichteten polizeilichen Maßnahmen in ihre alte Heimat flohen, auch Huguenin floh. Die prachtvollen Huguenin-Uhren gingen für die damalige Zeit ziemlich genau, dennoch kamen kaum Bestellungen. Eine Bodenstanduhr befindet sich im Neuen Palais in Potsdam, von Huguenin signiert 1767.
In Pforzheim wurde 1767 eine vom Markgrafen von Baden-Durlach privilegierte Uhrenmanufaktur im Pforzheimer Waisenhaus gegründet, in der bei fast schon industrieller Arbeitsteilung vor allem Waisenkinder ein Auskommen fanden.
Die deutsche Allgemeine Zeitung berichtete im Mai 1857 von einem Meeting in der London Mechanics Institution, wo zur Sprache kam, dass „die englische Uhrenmanufactur im Verfall begriffen sey, und daß die Einfuhr von Schweizer Uhren sich seit 1853 mehr als verdoppelt habe. Wenn auch kein Land in Uhren erster Classe mit England concurriren könne, so seyen die Engländer dagegen in Fabricaten für den gewöhnlichen Gebrauch unlängbar hinter den Schweizern zurück, die für den gleichen Preis besseres liefern, weil bei ihnen das System der Arbeitstheilung herrsche, weil die Weiber an der Manufactur theilnehmen, und weil die Arbeiterbevölkerung einen guten Schul- namentlich Zeichenunterricht genieße.“ Die Allgemeine Zeitung machte ihre Leser darauf aufmerksam, dass die Angabe nicht ganz richtig sei, da von den jährlichen 300.000 Uhren nur das Gehäuse englischen Ursprungs sei, aber wenigstens die Hälfte davon seien mit Schweizer Uhrwerken versehen.

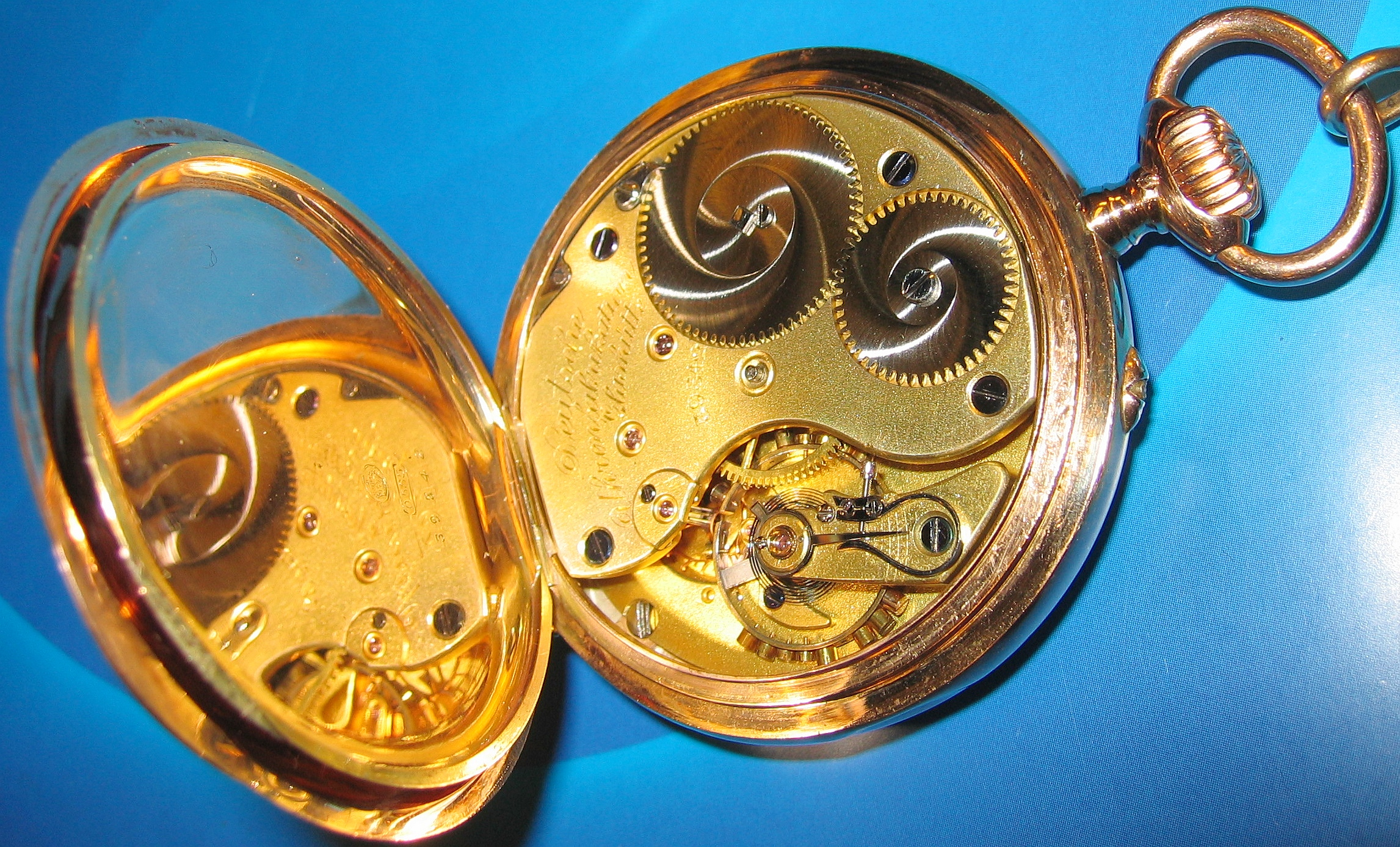
Taschenuhr Uhrwerk

Ende des 19. und Anfang des 20. Jahrhunderts entstanden manche der heute bekannten schweizerischen Uhrenmanufakturen. Das Beispiel der Schweizer Fertiguhrenindustrie mit ihren unterschiedlichen Unternehmungstypen, zeigt die Unterscheidung vor allem durch die vertikale Konzentration der verschiedenen Produktionsvorgänge: Die Herstellung der Uhr kann in eine zum Teil hochmechanisierte Rohwerk- (französisch Ébauche-) und Bestandteilfabrikation und eine weitgehend manuelle Fertigstellung der Uhr gruppiert werden. Bis Mitte des 19. Jahrhunderts war die Uhrenherstellung im Sinne zwischenbetrieblicher Arbeitsteilung stark dezentralisiert, doch in der zweiten Hälfte des gleichen Jahrhunderts zeichnete sich nach amerikanischem Vorbild eine gegenläufige Entwicklung ab, welche die größtmögliche Vertikalkonzentration der mechanischen und manuellen Arbeitsgänge in einem Betrieb „unter ein Dach“ zu bringen suchte. Der durch gesellschaftliche Arbeitsteilung weit verzweigte Produktionsweg wurde durch eine systematische, der maschinellen Rohwerk- und Bestandteilherstellung Rechnung tragende, innerbetriebliche Arbeitsteilung abgelöst. Mit dieser Entwicklung kehrte man zu dem Ausgangspunkt zurück, von dem man vor Jahrhunderten ausgegangen war, zur „unter einem Dach“ hergestellten Uhr.
Mit der technischen und produktionellen Vervollkommnung auf dem Sektor der Bestandteilbranchen wurde es für die Manufakturen lukrativ, manche Bestandteile nicht mehr selbst herzustellen, sondern von auswärtigen Spezialbetrieben zu beziehen. Heute kann als allgemeingültiges Merkmal einer Uhrenmanufaktur nur noch die Eigenherstellung der Rohwerke angesehen werden. Bezüglich der Selbstfabrikation der übrigen Bestandteile, unterscheiden sich Manufakturen erheblich untereinander. Da die Entwicklung eigener Rohwerkkaliber und die Herstellung der hierzu erforderlichen Werkzeuge (französisch outillages) sehr kostspielig ist, liegt die optimale Betriebsgrösse der Manufaktur, vom betriebswirtschaftlichen Standpunkt betrachtet, nur im Großbetrieb.
Auch im Etablissagebetrieb werden gangfertige Uhren und Uhrwerke hergestellt. Der Etablissagebetrieb stellt die Uhrenfabrikation dar, wie sie hauptsächlich bis zum Aufkommen der Uhrenmanufakturen in der Schweiz betrieben wurde. Durch Modernisierung und Entwicklung der Bestandteilfabriken hat die Etablissage (schweizerisch), die man noch zu Ende des 19. Jahrhunderts am Aussterben glaubte, jedoch neuen Auftrieb erhalten.
Schweiz und Japan wurden führend auf dem Welt-Uhrenmarkt und die west-deutsche Uhrenindustrie rezipierte diese Entwicklungen schnell, bis der Strukturwandel der 1970er Jahre eine rückläufige Tendenz bei der Fertigung von Werken und Teilen für Kleinuhren brachte. In der Bundesrepublik trug die faktische Marginalisierung von Importbeschränkungen einerseits und die starke Fragmentierung der Branche andererseits dazu bei, dass die Bemühungen zur unabhängigen Fertigung eigener Rohwerke an Attraktivität einbüßten. Die Zahl der in Pforzheim ansässigen Unternehmen, die selbst Werke für Kleinuhren produzierten, ging von 1960 bis 1970 um die Hälfte zurück. Nachdem Unternehmen in den ausgehenden 1940er-Jahren unter den Folgen der Kriegszerstörungen und auch Demontagen zu leiden hatten, gelang es, nicht zuletzt dank zugewanderter Arbeitskräfte und Experten aus der Sowjetzone und der Hilfen des amerikanischen Marshall-Planes, neue Betriebstätten zu errichten oder alte instand zu setzen. Die arbeitsteilige Fragmentierung der Produktion bei einer gleichzeitig geringen Fertigungstiefe bis in die Mitte der 1970er Jahre der durchaus erfolgreichen westdeutschen Uhrenindustrie sah man als eine Ursache der internationalen Wettbewerbsfähigkeit an: „Produktionstechnisch liegt der absolute Vorteil der deutschen Uhrenindustrie in ihrer strengen Arbeitsteilung. Gerade im Armbanduhrenbereich huldigen auch heute noch viele ausländischen Mitbewerber dem Prinzip des weitgehend alle Teile herstellenden Manufaktur-Systems.“ In Deutschland dagegen haben sich – in der Armbanduhrenindustrie stärker als in der Großuhrenindustrie – Firmen auf die Herstellung jeweils eines Uhrenteils spezialisiert.

## Berufe in einer Uhrenmanufaktur
Karl Marx hob in seinem Werk Das Kapital die Uhrenmanufakturen als Beispiel für die zwei Grundformen der Manufakturen hervor und machte folgenden Vergleich: „Eine Lokomotive kann nicht als Art der eigentlichen Manufaktur gelten, weil sie ein Gebilde der großen Industrie ist. Wohl aber die Uhr, an welcher auch William Petty die manufakturmäßige Teilung der Arbeit veranschaulicht. Aus dem individuellen Werk eines Nürnberger Handwerkers verwandelte sich die Uhr in das gesellschaftliche Produkt einer Unzahl von Teilarbeitern, wie Rohwerkmacher, Uhrfedermacher, Zifferblattmacher, Spiralfedermacher, Steinloch- und Rubinhebelmacher, Zeigermacher, Gehäusemacher, Schraubenmacher, Vergolder, mit vielen Unterabtheilungen, wie z. B. Räderfabrikant (Messing- und Stahlräder wieder geschieden), Triebmacher, Zeigerwerkmacher, acheveur de pignon (befestigt die Räder auf den Trieben, poliert die facettes usw.), Zapfenmacher, planteur de finissage (setzt verschiedne Räder und Triebe in das Werk), finisseur de barillet (läßt Zähne einschneiden, macht die Löcher zur richtigen Weite, härtet Stellung und Gesperr), Hemmungmacher, bei der Cylinderhemmung wieder Cylindermacher, Steigradmacher, Unruhemacher, Raquettemacher (das Rückwerk, woran die Uhr reguliert wird), Gangmacher (eigentliche Hemmungsmacher); dann der Federhauszusammensetzer (macht Federhaus und Stellung ganz fertig), Stahlpolierer, Räderpolierer, Schraubenpolierer, Zahlenmaler, Blattmacher (schmilzt das Email auf das Kupfer), Gehäusekopfmacher (macht bloß die Bügel des Gehäuses), Stiftsetzer (steckt den Messingstift in die Mitte des Gehäuses usw.), Sprungfedermacher (macht die Federn im Gehäuse, die den Deckel aufspringen machen), Graveur, Ziseleur, Gehäusepolierer usw., endlich der Nachprüfer, der die ganze Uhr zusammensetzt und sie gehend abliefert. Nur wenige Teile der Uhr laufen durch verschiedene Hände, und alle diese getrennten Teile sammeln sich erst in der Hand, die sie schließlich zu einem mechanischen Ganzen zusammenfügt. Dies äußerliche Verhältnis des fertigen Produkts zu seinen verschiedenartigen Bestandteilen lässt hier, wie bei ähnlichem Machwerk, die Vereinigung der Teilarbeiter in derselben Werkstatt zufällig.“

## Beschreibung

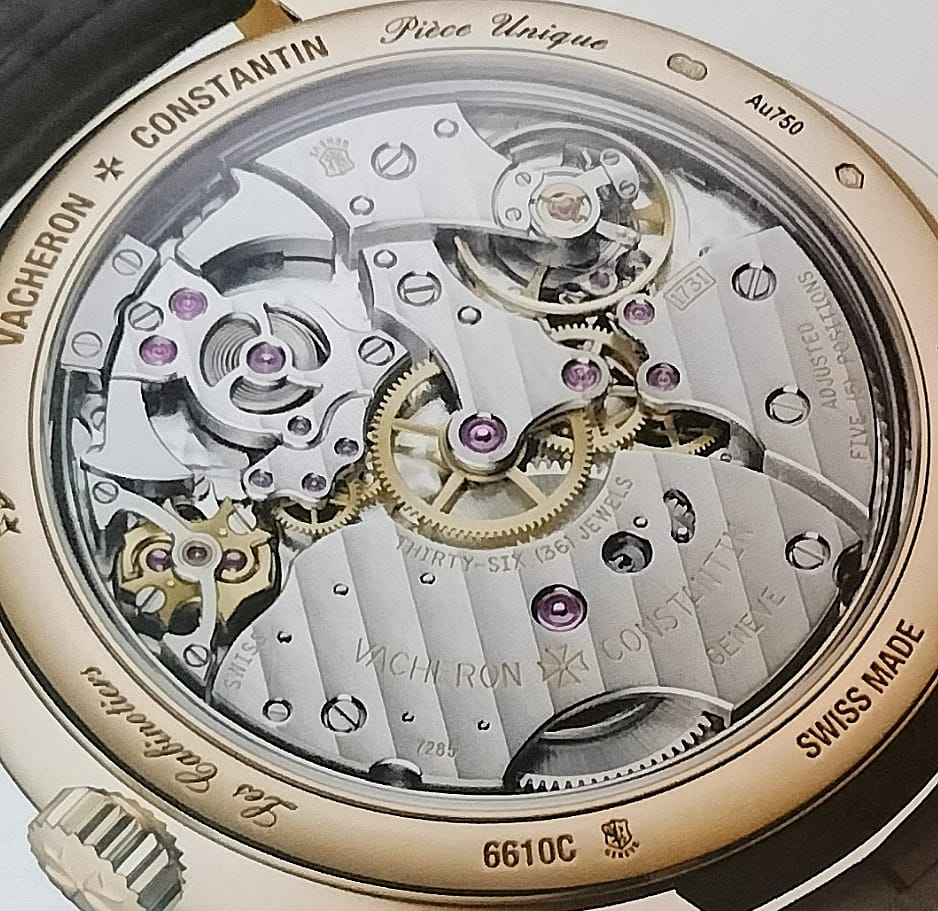
Vacheron Constantin Uhrwerk

Ein wesentlicher Teil der Hersteller von Armbanduhren stattet das Endprodukt mit Einzelteilen anderer Hersteller aus. Der Begriff Uhrenmanufaktur stellt deshalb eine kleine Gruppe unter den zahlreichen Anbietern dar. Uhrenmanufakturen fertigen überwiegend selbst, damit die Wertschöpfungskette größtenteils im Unternehmen verbleibt und eine größere Unabhängigkeit von der Versorgung mit Rohwerken (französisch ébauches) durch Konkurrenten erreicht wird. Die Definition des Verbandes schweizerischer Uhrenhersteller bezeichnet „Fabriken, die beinahe die ganze Uhr herstellen“ als Uhrenmanufaktur, jedoch gilt diese Definition nur für schweizerische Hersteller. In den 1960er Jahren wurde die eigene Herstellung der Uhrwerke als allgemeingültiges Merkmal einer Uhrenmanufaktur beschrieben. Die Bezeichnung wird aus Werbegründen gerne von den Uhrenfabriken verwendet.
Der Begriff Uhrenmanufaktur macht jedoch keine Aussage über die Qualität oder den Preis der Uhren, da Hersteller der hochwertigsten Armbanduhren im 20. Jahrhundert überwiegend Établisseure, also ausschließliche Verarbeiter von Rohwerken waren, wie zum Beispiel Audemars Piguet, Patek Philippe oder Vacheron Constantin, Maurice Lacroix und Hersteller preiswerter Uhren mit zum Teil kopierten Werken wie Tianjin Seagull ebenfalls das Kriterium erfüllen. Patek Philippe stellte bis 1932 keine Uhrwerke her und Audemars Piguet, Patek Philippe und Vacheron Constantin ließen ihre Rohwerke von Jaeger-LeCoultre herstellen. Ebenso wenig beinhaltet der Begriff, ob alle von diesen Häusern angebotenen Uhrenmodelle auch mit eigenen Uhrwerken ausgestattet sind. Zudem kauft der überwiegende Teil der Uhrenmanufakturen ihre Spiralen extern ein. Aufgrund einer marktbeherrschenden Stellung der Swatch-Tochter Nivarox-FAR müssen Wettbewerber mit Spiralen beliefert werden. Daher handelt es sich bei der Bezeichnung Uhrenmanufaktur häufig um einen Marketingbegriff.
Hersteller mit nur einem eigenen Uhrwerk werden teilweise bereits als Manufaktur bezeichnet. Mit Einschränkungen können auch Hersteller als Uhrenmanufakturen bezeichnet werden, die zwar einen erheblichen Teil ihrer Modelle mit Werken anderer Hersteller ausstatten, aber auch über eigene Werke verfügen. Hierzu gehören etwa Breitling, Chopard und Franck Muller. Cartier nutzte bislang die Werke von Jaeger-LeCoultre und Piaget, präsentiert seit 2009 aber auch „eigene“ Werke, um den Status einer Uhrenmanufaktur zu erlangen, wobei die ebenfalls zum Richemont-Konzern gehörende Firma allerdings auf die Ressourcen und die Kompetenz von Roger Dubuis zurückgreift.
International bekannte deutsche Uhrenmanufakturen sind unter anderen A. Lange & Söhne, Alexander Shorokhoff, Erwin Sattler, Glashütte Original,  Hanhart, Laco Uhrenmanufaktur, Lang & Heyne, Löbner, Montblanc, Moritz Grossmann, Mühle Glashütte, Nomos Glashütte, Stowa oder Tutima.
Weitere bedeutende Uhrenmanufakturen sind u. a. Aerowatch, Baume & Mercier, Blancpain, Bulgari, Carl F. Bucherer, Davosa, Fortis, F. P. Journe, Frédérique Constant, Girard-Perregaux, Hublot, IWC, Panerai, Richard Mille, Rolex, Seiko, Ulysse Nardin, Vulcain und  Zenith.